# 1926 Demiddelaer
1926 Demiddelaer è un asteroide della fascia principale. Scoperto nel 1935, presenta un'orbita caratterizzata da un semiasse maggiore pari a 2,6566021 UA e da un'eccentricità di 0,1082172, inclinata di 13,72102° rispetto all'eclittica.
L'asteroide è dedicato a Mireille Demiddelaer, nipote dello scopritore.